# Lorenzo Justiniano
Lorenzo Giustiniani, también conocido como Lorenzo Justiniano (Venecia, 1 de julio de 1381 - 8 de enero de 1456) fue un prelado italiano, el primero en portar el título de patriarca de Venecia. Es actualmente venerado como santo por la Iglesia católica.

## Biografía
De ascendencia noble, en 1404 fundó junto a otros dos aristócratas venecianos, Antonio Correr y Gabriele Condulmer (posteriormente elegido papa con el nombre de Eugenio IV), la Congregación de san Giorgio in Alga, del cual fue luego designado como prior y general (1424).
Después de su elección como papa, Eugenio IV lo nombró obispo de Castello, la diócesis de la isla de Rialto, el 14 de mayo de 1433, y fue ordenado el 5 de septiembre de ese año. El 8 de octubre de 1451, el papa Nicolás V decretó la transferencia de la dignidad patriarcal de la ciudad de Grado a la sede de Venecia, y designó a Lorenzo Giustiniani primer patriarca de la ciudad véneta. Lorenzo se mantuvo en tal cargo hasta su fallecimiento, en 1456.
Fue canonizado el 16 de octubre de 1690 por el Papa Alejandro VIII. Su memoria litúrgica se celebra el 8 denero, día de su fallecimiento.